# Маркиз де Мойя
Маркиз де Мойя — испанский дворянский титул. Он был создан 4 июля 1480 года королевой Изабеллой I Кастильской для Андреса Кабреры (1430—1511), сеньора де Мойя и Чинчон, кавалера Ордена Сантьяго, дворецкого, советника и казначея короля Энрике IV. Во время Войны за кастильское наследство Андрес Кабрера поддержал Изабеллу Католичку, которая после своей победы пожаловала ему титул маркиза.
Название маркизата происходит от названия муниципалитета Мойя, провинция Куэнка, автономное сообщество Кастилия-Ла-Манча.

## Маркизы де Мойя
- Андрес Кабрера (1430—1511), 1-й маркиз де Мойя, сын Педро Лопеса де Мадрид и Марии Алонсо де Кабрера

1. Супруга — Беатрис Фернандес де Бобадилья, маркиза де Мойя и сеньора де Чинчон (1440—1511), дочь Педро де Бобадильи и Беатрис де Корраль

- Хуан Перес де Кабрера и Бобадилья (1456—1533), 2-й маркиз де Мойя, старший сын предыдущего

1. Супруга — Анна Уртадо де Мендоса, дочь Диего Уртадо де Мендосы и Суарес де Фигероа, 1-го герцога дель Инфантадо, и Исабель Перейра и Энрикес де Норонья

- Луиза де Кабрера и Уртадо де Мендоса (? — 1556), 3-я маркиза де Мойя, дочь предыдущего

1. Супруг — Диего Лопес Пачеко, 3-й герцог де Эскалона

- Франсиско Пачеко и Кабрера (1532—1574), 4-й герцог де Эскалона, 4-й маркиз де Мойя, сын предыдущих

1. Супруга — Хуана Альварес де Толедо, дочь Франсиско Альвареса де Толедо и Фигероа, 3-го графа де Оропеса, и Беатрис де монрой и Айяла, 2-й графини де ла Делейтоса

- Хуан Гаспар Фернандес Пачеко[исп.] (20 декабря 1563 — 5 мая 1615), 5-й герцог де Эскалона, 5-й маркиз де Мойя, старший сын предыдущего

1. Супруга — Серафина де Браганса (1566—1604), дочь Жоао де Браганаса, 6-го герцога де Браганса, и Каталины де Португаль

- Франсиско Лопес Пачеко (1565—1627), 6-й маркиз де Мойя, младший брат предыдущего

1. Супруга — Менсия Кабрера и Бобадилья, дочь Диего Фернандеса де Кабреры и Бобадильи, 3-го графа де Чинчон, и Инес Пачеко и Кабрера
2. Супруга — Мария де ла Куэва, дочь Бельтрана де ла Куэвы, 6-го герцога де Альбуркерке, и Исабель де ла Куэвы и Фернандес де Кордовы

- Луиза Бернарда де Кабрера и Бобадилья (ок. 1600—1638), 7-я маркиза де Мойя, дочь предыдущего

1. Супруг — Диего Лопес де Пачеко Кабрера и Бобадилья, 7-й герцог де Эскалона

- Хосе Исидро Лопес Пачеко Акунья Кабрера и Бобадилья (1638—1643), 8-й маркиз де Мойя, сын предыдущих

- Диего Роке Лопес Пачеко[исп.] (1599—1653), 7-й герцог де Эскалона, 7-й маркиз де Вильена, 9 маркиз де Мойя, сын Хуана Гаспара Фернандеса Пачеко, 5-го герцога де Эскалона, и Серафины де Брагансы

1. Супруга — Хуана Мария Франсиска де Суньига и Мендоса (1618—1652), дочь Франсиско Диего Лопеса де Суньиги Гусмана и Сотомайора, 7-го герцога де Бехар, и Анны де Мендосы де ла Веги и Луны
2. Супруга — Луиза Бернарда де Кабрера и Бобадилья (ок. 1660—1638), 7-я маркиза де Мойя

- Хуан Мануэль Фернандес Лопес Пачеко (7 сентября 1650 — 29 июня 1725), 8-й герцог де Эскалона, 10-й маркиз де Мойя, сын предыдущего и Хуаны Марии Франсиски де Суньиги и Мендосы

1. Супруга — Мария Хосефа де Бенавидес Манрике и Сильва, 6-я маркиза де ла Элиседа, дочь Диего де Бенавидеса и де ла Куэвы, 8-го графа де Сантистебан, 1-го маркиза де Солера, вице-короля Наварры и Перу, и Анны де Сильвы Манрике де ла Серды

- Висенте де Кабрера и Бобадилья (1685—1687), 11-й маркиз де Мойя, сын предыдущего и Марии Хосефы де Бенавидес Манрике и Сильвы, 6-й маркизы де ла Элиседа

- Марсиано Фернандес Лопес Пачеко де Кабрера[исп.] (1688—1743), 12-й маркиз де Мойя, сын Хуана Мануэля Фернандеса де Пачеко и Суньиги, 8-го герцога де Эскалона, и Марии Хосефы де Бенавидес Манрике и Сильвы, 6-й маркизы де ла Элиседа

1. Супруга — Мария Франсиска де ла Куэва и Акунья, 5-я маркиза де Бедмар, дочь Исидро Мельчора де ла Куэвы и Бенавидеса, 4-го маркиза де Бедмар, и Марии Мануэлы де Акуньи, 2-й маркизы де Асентар

- Фелипе Лопес-Пачеко де ла Куэва (1727—1798), 7-й маркиз де Бедмар, 13-й маркиз де Мойя, сын предыдущего и Марии Франсиски де ла Куэвы и Акуньи, 5-й маркизы де Бедмар

1. Супруга — Мария Луиза Сентурион и Фернандес де Веласко, 8-я маркиза де Эстепа и 8-я маркиза де Лаула, дочь Мануэля Сентуриона и Ариаса Давилы, 6-го маркиза де Эстепы, и Марии Леонор де Веласко Айялы и Фернандес де Кордовы

- Педро де Алькантара де Суньига и Хирон (ок. 1730—1790), 11-й герцог де Пеньяранда-де-Дуэро, 14-й маркиз де Мойя, сын Антонио де Суньиги Чавеса и Айялы Ороско Чакона и Базана, 11-го герцога де Пеньяранда-де-Дуэро, и Марии Терезы Хирон Сандоваль Толедо и Португаль

1. Супруга — Анна Мария Фернандес де Веласко, дочь Бернардино Фернандеса де Веласко и Пиментеля, 11-го герцога де Фриаса, и Марии Хосефы Тельес-Хирон и Пачеко

- Мария дель Кармен Лопес де Суньига и Чавес (1774—1829), 10-я герцогиня де Пеньяранда-де-Дуэро, 15-я маркиза де Мойя, дочь предыдущего и Анны Марии Фернандес де Веласко

1. Супруг — Педро де Алькантара Альварес де Толедо и Гонзага, герцог де Пеньяранда-де-Дуэро (1765—1824)
2. Супруг — Хосе Мартинес и Янгуас

- Эухенио Эулалио де Палафокс и Портокарреро (1773—1834), 7-й граф де Монтихо, 16-й маркиз де Мойя, сын Фелипе Антонио де Палафокса и Крой д’Авре (1739—1790) и Марии Франсиски де Солес Портокарреро и Лопес де Суньиги, 6-й графини Монтихо (1754—1808).

- Киприано де Палафокс и Портокарреро (1785—1839), 8-й граф де Монтихо, 17-й маркиз де Мойя, сын Фелипе Антонио де Палафокса и Крой д’Авре (1739—1790) и Марии Франсиски де Солес Портокарреро и Лопес де Суньиги, 6-й графини Монтихо (1754—1808).

1. Супруга — Мария Мануэла Киркпатрик (1794—1879), дочь Виллема Киркпатрика и его супруги Марии Франсуазы де Гриверни.

- Эухения де Монтихо (Мария Эухения Палафокс и Киркпатрик де Гусман) (1826—1920), 18-я маркиза де Мойя, младшая дочь предыдущего и Марии Мануэлы Энрикеты Киркпатрик де Глосебурн и де Гриверни, графини Монтихо (1794—1879)

1. Супруг — Наполеон III (1808—1873), президент Франции (1848—1852), император Франции (1852—1870)

- Хакобо Фитц-Джеймс Стюарт и Фалько (1878—1953), 17-й герцог де Альба, 19-й маркиз де Мойя, старший сын Карлоса Марии Фитц-Джеймса Стюарта и Палафокса (1849—1901), 16-го герцога Альба-де-Тормес (1881—1901), и Марии дель Росарио Фалько и Осорио (1854—1904), 21-й графине де Сируэла.

1. Супруга — Мария дель Росарио де Сильва и Гуртубай (1900—1934), дочь Альфонсо де Сильва и Фернандеса де Кордобы (1877—1955), 16-го герцога Альяга, и Марии дель Росарио Гуртубай (1879—1948).

- Мария дель Росарио Каэтана Фитц-Джеймс Стюарт и Сильва (1926—2014), 18-я герцогиня де Альба, 20-я маркиза де Мойя. Единственная дочь предыдущего и Марии дель Росарио де Сильва и Гуртубай (1900—1934), 15-й герцогини Альяга и 10-й маркизы Сан-Висенте-дель-Барко.

1. Супруг с 1947 года Луис Мартинес де Ирухо и Артаскос (1919—1972)
2. Супруг с 1978 года Хесус Агирре и Ортис де Сапате (1934—2001)
3. Супруг с 2011 года Альфонсо Диес Карабантес (род. 1950)

- Карлос Фитц-Джеймс Стюарт и Мартинес де Ирухо (род. 1948), 19-й герцог де Альба, 21-я маркиз де Мойя. Старший сын предыдущей и Луиса Мартинеса де Ирухо и Артаскоса (1919—1972).

1. Супруга с 1988 года Матильда де Солис-Бомон и Мартинес-Кампос (род. 1963), развод в 2004 году.